# Ioannis Papafis
Ioannis Papafis (Grieks: Ιωάννης Παπάφης, Italiaans: Giovanni di Niccolò Pappaffy) (Thessaloniki, 1792 - Valletta, 16 februari 1886) was een Griekse zakenman en filantroop, een prominente financier van de Griekse Onafhankelijkheidsoorlog en van cruciale sectoren van het onafhankelijke Griekenland na afloop van deze oorlog. Hij wordt in Griekenland beschouwd als een nationale weldoener. Hij was een van de belangrijkste aandeelhouders van de Nationale Bank van Griekenland, een mecenas van de Universiteit van Athene, en van de Grieks-Orthodoxe Kerk.

## Leven en werk

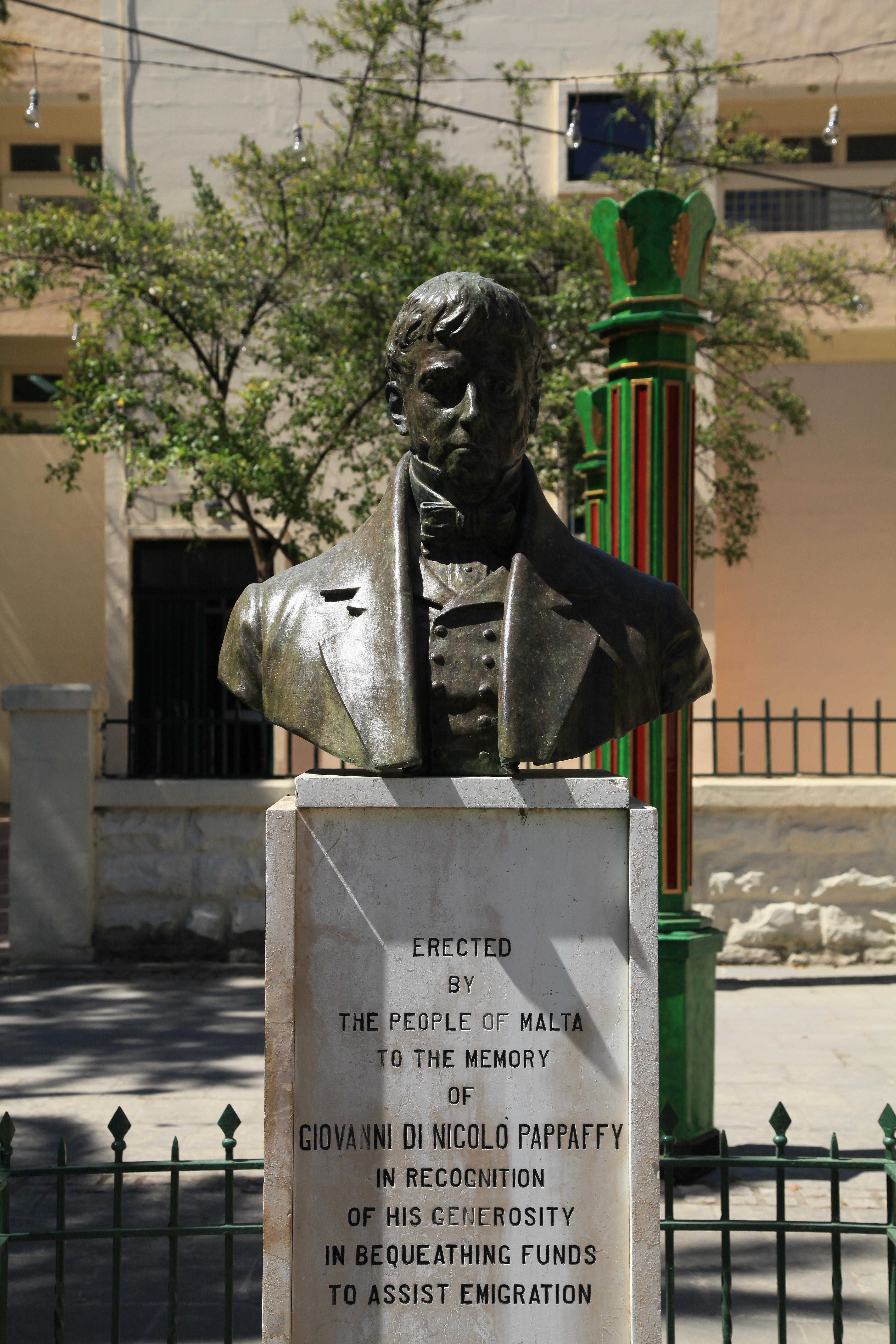
Borstbeeld van Papafis in Floriana, Malta

Papafis werd in 1792 geboren in een welgestelde Griekse familie in de stad Thessaloniki, destijds een belangrijke en etnisch diverse havenstad in het Ottomaanse Rijk. Zijn ouders waren Nikolaos Papafis, een koopman uit Smyrna, en Tomae Anastasiou, uit de vooraanstaande Thessalonikische familie D'Anastasi (Δ’ Αναστάση). 
Toen hij 16 werd, verhuisde hij naar Smyrna om te werken in het handelsbedrijf van zijn vader. Na de plotselinge dood van zijn vader in 1810, twee jaar later, nam zijn oom hem onder zijn hoede: Giovanni d'Anastasi, een welvarende handelaar en de consul-generaal van Zweden in Alexandrië. Hij werkte enkele jaren in de handelsonderneming van zijn oom; vervolgens vestigde hij zich in Malta om hier een nieuwe tak van het familiebedrijf te openen.
In Malta, destijds een Britse kolonie en een belangrijk logistiek knooppunt tijdens de Napoleontische oorlogen, beheerste Papafis de graanhandel. Hij leerde Frans, Engels en Italiaans spreken. Als beschermeling van de Britse koopman Jameson Hunter werd hij op 13 maart 1818 erkend als officieel ingezetene van Malta met recht op een Brits paspoort. In 1822 werd Papafis door de Britse luitenant-gouverneur Manley Power benoemd tot openbaar commissionair voor Malta. Deze positie, die hij 14 jaar bekleedde, stelde hem in staat een groot fortuin te vergaren. In 1837 legde hij de functie neer vanwege gezondheidsproblemen. Hij bleef echter actief in financiële investeringen op Europese beurzen, het bevorderen van de handel en het publiceren van pamfletten en krantenartikelen. In 1858 werd hij door de Kamer van Koophandel in Malta benoemd tot erelid van de Beurs.
Papafis trouwde in 1843 met Vincenza Rosa Aquilina, dochter van de Corsicaanse katholieke koopman Lorenzo Aquilina. Ze hadden geen kinderen. In 1843 verhuisde het echtpaar van Valletta naar Rabat (Malta) waarna hij zich vooral bezighield met goede doelen, met name het welzijn van weeskinderen en arme jonge mannen. In zijn testamenten van 1879 en 1883 voorzag Papafis, vaak anoniem, in rijke schenkingen aan liefdadigheidsinstellingen in Griekenland, Thessaloniki en Malta. Hij bleef tot zijn 90e jaar zeer actief met het beheer van zijn beleggingen en correspondentie. Op 94-jarige leeftijd stierf hij in Malta.
Papafis' filantropische nalatenschap omvat onder andere weeshuizen en grote donaties aan onderwijsinstellingen en openbare diensten, zowel in Malta als in Griekenland. Hij wordt herdacht met een buste in de Maglio-tuinen in Floriana, "opgericht door de bevolking van Malta ter nagedachtenis aan Giovanni di Nicolò Pappaffy als erkenning voor zijn vrijgevigheid bij het nalaten van fondsen ter ondersteuning van emigratie".

## PapafeioWeeshuis

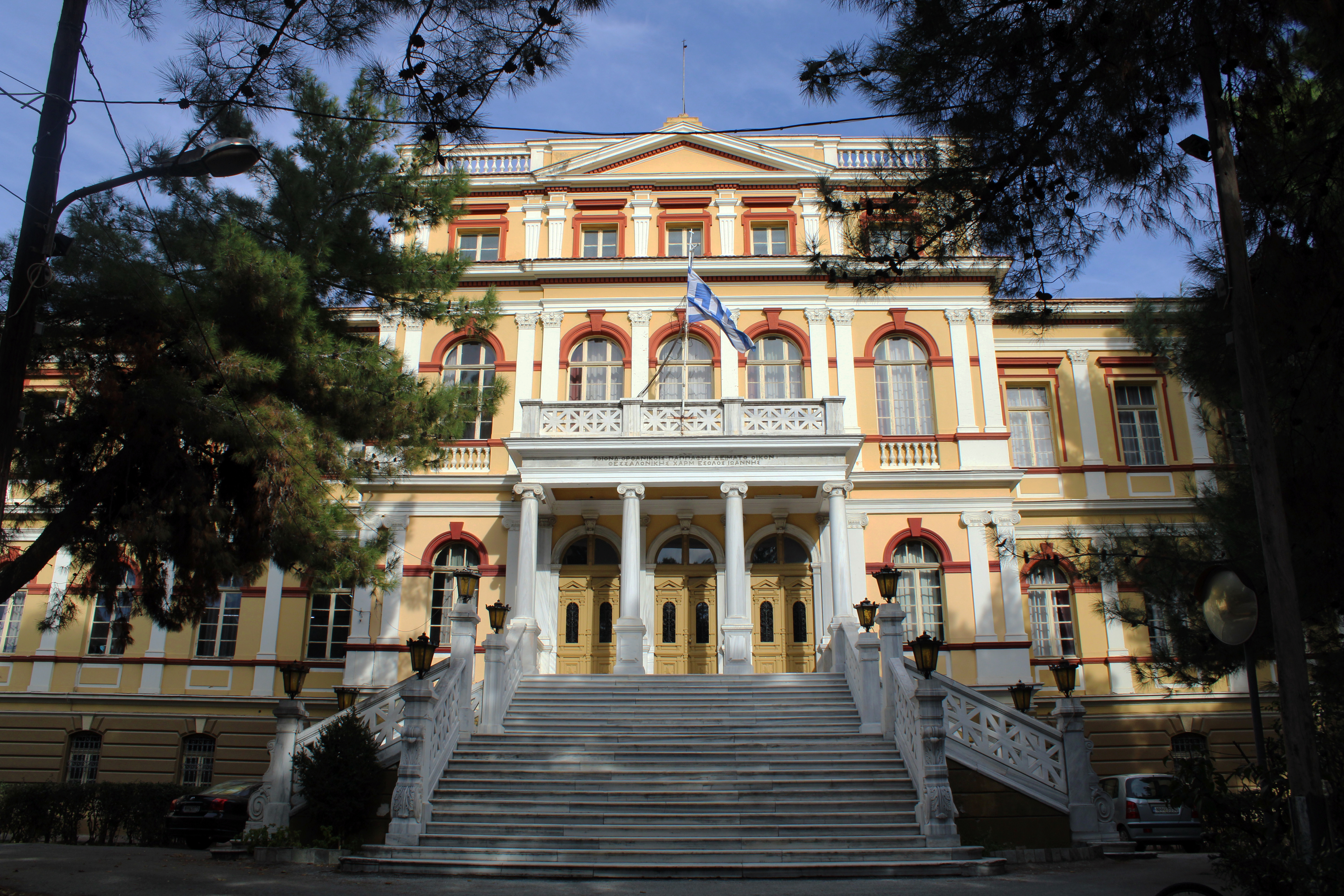
Het Papafeio Weeshuis in Thessaloniki

Papafis' bekendste erfenis is het door hem opgerichte jongensweeshuis in Thessaloniki, dat hij oorspronkelijk "het Maltese [weeshuis]" (Grieks: ο Μελιτεύς) noemde, maar nu algemeen bekend staat als Papafeio (Παπάφειο Ορφανοτροφείο, "Weeshuis van Papafis"). Dit weeshuis kende zijn grootste omvang direct na de Griekse Burgeroorlog, toen het aan duizenden weesjongens onderdak bood.
De bouw van het Papafeio, ontworpen door de architect Xenophon Paionidis, duurde 9 jaar. Het is een van de jongste historische monumenten van de stad Thessaloniki, representatief voor de architectuur van de stad. Tijdens oorlogen en andere crises werd het tijdelijk gebruikt door het leger, meestal als ziekenhuis, onder andere tijdens de Balkanoorlogen en beide wereldoorlogen.
Met uitzondering van bovenstaande periodes is het weeshuis tot nu toe continu in bedrijf. Zoals beschikt in Papafis' testament biedt het Papafeio ook verschillende beroepsopleidingen zodat de bewoners een start op de arbeidsmarkt kunnen maken. Het testament plaatst de instelling onder het bestuur van de Grieks-orthodoxe aartsbisschop van Thessaloniki.
Het metrostation Papafi in Thessaloniki ligt op het terrein van het Papafeio.
- Virtual International Authority File: 4429174413971408700000